# Cyclosa coylei
Cyclosa coylei Levi, 1999 è un ragno appartenente alla famiglia Araneidae.

## Etimologia
Il nome proprio della specie è in onore dell'aracnologo e collezionista statunitense Frederick Coyle.

## Caratteristiche
L'olotipo femminile ha dimensioni: cefalotorace lungo 1,9mm, largo 1,4mm; opistosoma lungo 4,7mm.

## Distribuzione
La specie è stata reperita in Messico e Guatemala: a 2200m di altitudine nei pressi di Angahuàn, nello stato del Michoacán, (Messico); e a Mataquescuintla, località del Dipartimento di Jalapa (Guatemala).

## Tassonomia
Al 2013 non sono note sottospecie e dal 1999 non sono stati esaminati nuovi esemplari.